# L.A. Story – Az őrült város
Az L.A. Story – Az őrült város (eredeti cím: L.A. Story) 1991-es amerikai filmvígjáték Steve Martin és Victoria Tennant főszereplésével.

## Cselekmény
Harris K. Telemacher (Steve Martin) egy Los Angelesben élő televíziós időjárás-jelentő. Zsákutcába jutott kapcsolatban él társasági életet élő barátnőjével, Trudival (Marilu Henner), és úgy érzi, munkája megköveteli tőle, hogy méltatlan és értelmetlen legyen, pedig művészeti és humán tudományokból doktorált. Szeretne valami értelmet és varázslatot találni az életében, miután egyre jobban megunta a szerinte meglehetősen sekélyes és felszínes Los Angeles városát, a túlságosan nagyképű kávérendeléstől kezdve a bizarr etikettszabályokig az autópályán. Az idejét azzal tölti, hogy Ariel barátjával görkorcsolyázik a művészeti galériákban, különc művészeti kritikákat kínál ismerőseinek, sokat remixeli Shakespeare-t, és egyébként is igyekszik elmenekülni a hétköznapi életéből.
Egy baráti társasággal tartott ebéden találkozik Sarával (Victoria Tennant), egy Londonból érkező újságírónővel, akibe azonnal beleszeret.
Aznap este hazafelé tartva autója lerobban az autópályán. Észreveszi, hogy egy változó üzeneteket közvetítő közlekedési tábla mintha csak speciálisan neki szánt üzeneteket jelenítene meg. A film során a tábla rejtélyes tanácsokat ad neki a szerelmi életével kapcsolatban.
A férfi kezd beleszeretni Sarába, de a nő ellentmondásba kerül, mert megfogadta, hogy kibékül volt férjével, Rolanddal (Richard E. Grant). Mivel Harris úgy érzi, hogy a Sara-val való kapcsolat valószínűtlen, elkezd randizni SanDeE*-vel (Sarah Jessica Parker), egy dilis, feltörekvő szóvivőmodell-lel, akivel egy ruhaboltban ismerkedik meg. Az első randevú után Harris rájön, hogy Trudi már három éve megcsalja őt az ügynökével. A felfedezés arra készteti, hogy folytassa romantikus érdeklődését Sara iránt. Ezt megnehezíti új kapcsolata SanDeE*-vel és Sara Rolanddal szembeni kötelességtudata.
A végére sikeresen udvarol Sarának - némi bátorítással és tanácsokkal a tábla, némi segítő időjárás, és rengeteg cameo Patrick Stewart, Chevy Chase, Iman, Rick Moranis, Terry Jones és sokan mások, valamint Enya zenei biztatásával.

## Szereplők
| Szerep                                  | Színész              | Magyar hang            | Magyar hang        |
| Szerep                                  | Színész              | 1. szinkron (1991)     | 2. szinkron (2005) |
| --------------------------------------- | -------------------- | ---------------------- | ------------------ |
| Harris K. Telemacher                    | Steve Martin         | Ernyey Béla            | Szacsvay László    |
| Sara McDowel                            | Victoria Tennant     | Básti Juli             | Kovács Nóra        |
| Roland Mackey                           | Richard E. Grant     | Hirtling István        | Szakácsi Sándor    |
| Trudi                                   | Marilu Henner        | Kovács Nóra            | Csere Ágnes        |
| SanDeE*                                 | Sarah Jessica Parker | Hegyi Barbara          | Szénási Kata       |
| Ariel                                   | Susan Forristal      | Tóth Enikő             | Haumann Petra      |
| Frank Swan                              | Kevin Pollak         | Sinkovits-Vitay András | Németh Gábor       |
| Morris Frost                            | Sam McMurray         | Szabó Sipos Barnabás   | Bácskai János      |
| Mr. Perdue, főpincér a Bolondok Házában | Patrick Stewart      | Gruber Hugó            | Lázár Sándor       |
| Tom                                     | Larry Miller         | Konrád Antal           | Seder Gábor        |
| Sírásó                                  | Rick Moranis         | Usztics Mátyás         | Bodrogi Attila     |

## Fordítás
- Ez a szócikk részben vagy egészben  a   L.A. Story című angol Wikipédia-szócikk fordításán alapul.  Az eredeti cikk szerkesztőit annak laptörténete sorolja fel. Ez a jelzés csupán a megfogalmazás eredetét és a szerzői jogokat jelzi, nem szolgál a cikkben szereplő információk forrásmegjelöléseként.